# 比德里亞希
49°52′37″N 35°58′48″E / 49.87694°N 35.98000°E
比德里亞希（烏克蘭語：Бідряги）是位於烏克蘭東部的村莊，由哈爾科夫州哈爾科夫區的皮夫登內市鎮負責管轄。該村始建於1680年，面積0.38平方公里，海拔高度133米，2001年人口188，人口密度每平方公里494.7人。